# Morten
Morten is een Nederlandse dramaserie over de Nederlandse politiek.
De serie volgt de ambitieuze politicus Morten Mathijsen en zijn politieke partij De Nieuwe Liberalen. De serie is gebaseerd op de boekenreeks van Anna Levander, het pseudoniem van politiek verslaggever Dominique van der Heyde en haar ex-vrouw Annet de Jong.

## Rolverdeling

### Hoofdrollen
| Acteur            | Personage                        | Opmerkingen                                  |
| ----------------- | -------------------------------- | -------------------------------------------- |
| Peter Paul Muller | Morten Mathijsen                 | Fractielid De Nieuwe Liberalen               |
| Claire Bender     | Kelly de Nooijer/Marijn Flanders |                                              |
| Elisa Beuger      | Esther de Goede                  | Vrouw Morten Mathijsen                       |
| Julia Nauta       | Philippine Mathijsen             | Dochter Morten Mathijsen                     |
| Joke Devynck      | Evelien Bax                      | PA Morten Mathijsen                          |
| Elsie de Brauw    | Tilda Adema                      | Fractievoorzitter De Nieuwe Liberalen        |
| Betty Schuurman   | Simone Versteeg                  | Minister-president namens Christendemocraten |
| Nasrdin Dchar     | Mo Limam                         | Fractielid De Nieuwe Liberalen               |
| Oussama Ahammoud  | Bilal Limam                      |                                              |

## Afleveringen

### Seizoen 1
| Nr. | Titel   | Datum         | Kijkcijfers |
| --- | ------- | ------------- | ----------- |
| 1 | Evelien | 7 april 2019  | 648.000     |
| Kelly de Nooijer is als kind te zien bij Maison Neuf, waar ze onder invloed van halocene drugs bij de villa naar binnen gaat. 17 jaar later zien we Morten Mathijsen, die bezig is met de verkiezingscampagne voor de Tweede Kamer-verkiezingen. Hoewel alles voor de wind lijkt te gaan zien we ook dat hij gechanteerd wordt met zijn verleden. Om zijn campagne vooruit te helpen huurt Morten een oud-studiegenoot in als personal assistent, Evelien Bax. |         |               |             |
| 2 | Marijn  | 14 april 2019 | 466.000     |
| Door een ongeluk van de fractievoorzitter van De Nieuwe Liberalen lukt het Morten om zichzelf in een livetalkshow te laten gelden als de belofte van de partij. Ondertussen wordt de chantage steeds heftiger. Kelly de Nooijer ontdekt dat er een verband bestaat tussen Morten Mathijsen en de dood van haar vader in Maison Neuf. Ze besluit zich voor te doen als de afstudeerstagiair Marijn Flanders.                                                    |         |               |             |
| 3 | Eva     | 21 april 2019 | 270.000     |
| Bij Morten thuis blijkt niet alles zo goed te verlopen als op het eerste gezicht lijkt. Zijn vrouw, Esther de Goede, een oud-topmodel, blijkt manisch-depressief te zijn. Zonder haar medicijnen blijkt ze niet goed te functioneren. Kelly is inmiddels doorgedrongen tot de persoonlijke staf van Morten. |         |               |             |
| 4 | Tilda   | 28 april 2019 | 269.000     |
| Aan de vooravond van de verkiezingen wil Morten Mathijsen korte metten maken met zijn vermeende chanteur en waagt zich in het hol van de leeuw. Ook lijsttrekker en nummer één van de partij Tilda Adema moet zich aan Mortens geldingsdrang onderwerpen. Marijn Flanders schiet Morten te hulp als de nood hoog is. |         |               |             |
| 5 | Otto    | 5 mei 2019    | 194.000     |
| De dag van de verkiezingen is aangebroken en het is niet alleen voor Morten Mathijsen alles of niets, maar ook voor zijn afperser. Mortens vrouw Esther realiseert zich dat ze de zwakke schakel naast Morten is en overweegt een drastisch besluit. Marijn moet van Evelien een zekere Otto de Kooning opsporen en komt tot een schokkende ontdekking met verstrekkende gevolgen.                                                                             |         |               |             |
| 6 | Esther  | 12 mei 2019   |             |
| Morten Mathijsen gaat als formateur van een nieuw kabinet voortvarend te werk en betrekt Mo Limam in zijn grootse plannen, maar Mo heeft zijn eigen problemen thuis. Marijn weet zich steeds meer in the inner circle van Morten binnen te dringen en wordt door Esther in vertrouwen genomen. Op de dag van de presentatie van het eerste kabinet Mathijsen komen Marijn en Evelien in aanvaring met elkaar.                                                  |         |               |             |
| 7 | Kelly   | 19 mei 2019   |             |
| De dood is niet alleen in Mortens privéleven binnengedrongen, maar dreigt nu ook zijn politieke carrière te breken, als het experiment met de Drion zelfmoordpil uit de hand loopt. Marijn weet de waarheid hierover een leugenachtige draai te geven en stijgt in Mortens aanzien. Een onverwacht telefoontje brengt het gezinsleven van Mo Limam in grote verwarring.                                                                                        |         |               |             |
| 8 | Morten  | 26 mei 2019   |             |
| De dood van Pierre de Kooning leidt tot geheel nieuwe inzichten over wat er ooit in Maison Neuf heeft plaatsgevonden. Morten confronteert Esther met een geheim uit het verleden en heeft een nietsontziende oplossing voor ogen. De gedwongen dadendrang van Mo Limams zoon en Kelly's onophoudelijk speurwerk leiden tot een onverwachte climax waarin Morten Mathijsen kleur moet bekennen.                                                                 |         |               |             |